# Ларсен, Марит
Ма́рит Ла́рсен (р. 1 июля 1983 в Лёренскуге, Норвегия) — норвежская певица и автор-исполнитель. Начала играть на скрипке в возрасте 8 лет. Получила мировую известность в подростковые годы и во время участия в поп-дуэте M2M со своей подругой детства Мэрион Райвен. Относительно недавно она продолжила свою собственную музыкальную карьеру, выпустив дебютный сольный альбом «Under the Surface» в 2006 году. Её второй альбом, «The Chase», вышел в Норвегии в октябре 2008 года. Третий альбом, названный «Spark», был выпущен в Норвегии, Дании, Швеции, Финляндии 18 ноября 2011 года и в Германии, Австрии, Швейцарии 16 декабря 2011 года. Четвёртый альбом певицы, озаглавленный «When the Morning Comes», вышел 20 октября 2014 года. По состоянию на начало февраля 2015 года, она проведёт гастроли в его поддержку только в Норвегии.

## Биография и личная жизнь
Родилась в Лёренскуге, Норвегия. С 5 до 8 лет играла на скрипке. Мать — пианистка, отец — Vater Geir Tore — играет в филармоническом оркестре в Осло.
Как к исполнителю и автору песен успех к Ларсен в звукозаписывающей индустрии пришёл в 13 лет. В возрасте 12 лет Ларсен издала свой первый дебютный альбом совместно с давней подругой Мэрион Райвен. Детский музыкальный проект был номинирован на несколько премий, включая норвежский эквивалент Грэмми. Получив уверенность в успехе и будучи замеченными норвежскими музыкальными продюсерами, Марит и Мэрион решили посвятить усилия мировой поп-музыке.
Их группа, M2M, подписала контракт с лейблом Atlantic Records, и дуэт провёл несколько лет в международных выступлениях и рекламных турне, став почти рок-звёздами к 16 годам. Спустя два года напряжённые и разочарованные Марит и Мэрион полностью забросили свой проект. После распада группы Ларсен почти совсем отказалась от профессиональной музыки в целом. В интервью норвежскому молодёжному телеканалу певица рассказывала: «Это был больше образ жизни, и он измучил меня. Мы одновременно издавались в 22 странах и жили в США, но, в гостиницах, и это меня немного утомило. [...] Я хочу учиться. Это то, что я всегда хотела делать. Но я не хочу изучать музыку. Я считаю, что то, что даёт мне наслаждение от музыки, — это наивный, неграмотный подход к ней. По крайней мере сейчас, когда я вижу так много друзей, с которыми я выросла, которые любили музыку и пошли в высшие музыкальные школы, перестали испытывать те же чувства к музыке, что у них были. И это те чувства, что движут мною, как автором песен.»
После нескольких лет вдали от внимания, Ларсен вернулась к написанию песен, занимаясь этим несколько лет для личного удовлетворения. Когда она разработала новый каталог материалов, следующий шаг к сольной карьере стал понятен. Ларсен начала запись своего первого сольного альбома, который в конечном итоге выйдет в 2006 году с названием «Under the Surface». В первую очередь он записан с исполнением на мандолине и фортепиано, а англоязычная запись в направлении фолк отмечена решительно другим стилистическим направлением относительно прошлых исполнений поп-певицы.
В настоящее время проживает в Осло. Была близка с музыкантом Томом Хэллом, покинувшим её коллектив с началом их сближения, но летом 2010 года, после трёх лет романтических отношений, пара рассталась.

## Карьера

### Дуэт M2M и сольная карьера
Будучи в составе дуэта M2M, Ларсен играла на гитаре, в то время как Мэрион Райвен исполняла на фортепиано, а также исполняла половину вокала и писала стихи к песням. После мирового турне и выхода таких хитов, как «Don't Say You Love Me», «Mirror Mirror» и «Everything», M2M прекратили сотрудничество с лейблом Atlantic Records в сентябре 2002 года. Ларсен снялась в качестве приглашённой актрисы в эпизоде «100 Light Years From Home» телесериала «Бухта Доусона». В эпизоде также была исполнена композиция «Everything» коллектива M2M.
После распада M2M, Райвен начала свою сольную карьеру, а Ларсен потратила время на учёбу в школе. Интерес поклонников усилился, когда в 2004 и начале 2005 годов Ларсен провела несколько выступлений, демонстрируя нетипичные для неё темные волосы и усиление инструментальной и лирической составляющей своих исполнений. В октябре 2004 года Ларсен выступила на норвежском радио с тремя новыми песнями: «This Time Tomorrow», «Recent Illusion» и «Walls», демонстрируя свои навыки игры на гитаре и фортепиано. Также Ларсен выступила на долгожданном концерте by:Larm в феврале 2005 года.

### 2005–2007 годы: альбом «Under the Surface»
Осенью 2005 года совместно с новым для себя лейблом EMI Ларсен записала свой дебютный альбом «Under the Surface». Первый сингл, «Don't Save Me», вышел в ротацию на радио 3 января 2006 года и быстро поднялся в первую десятку многих норвежских чартов и плейлистов. После физического выхода сингла 6 февраля 2006, композиция «Don't Save Me» в течение второй недели после появления в доступе заняла первое место в официальных норвежских чартах синглов и удерживала это первенство пять недель. Вторым синглом стал трек «Under the Surface» с альбома. Видеоклип с ним был выпущен 10 мая 2006 года и в течение месяца сингл стал наиболее популярной композицией на норвежском радио. «Only a Fool» и «Solid Ground» стали, соответственно, третьим и четвёртым синглами, также имевшими высокую популярность и высшие места в чартах. Бывший друг Ларсен, Том Хэлл, был одним из музыкантов, также работавших над альбомом, а её отец играл на скрипке для записей альбома.
Альбом «Under the Surface», изданный в Норвегии 6 марта 2006 года, содержит 11 песен, большинство из которых написала сама Ларсен. Рекламированный как «наиболее ожидаемый множеством людей альбом 2006 года» (со ссылкой на норвежский журнал Plan B), этот диск дебютировал под №3 в чартах продаж в её родной Норвегии. 31 марта 2006 года, что было спустя 3 недели от начала официальных продаж, «Under the Surface» был сертифицирован золотым, так как было продано свыше 20 000 его копий. В конце 2006 и начале 2007 годов «Under the Surface» принёс Ларсен другие награды, включая премию MTV Europe Music Awards в категории «Лучшей норвежской исполнительнице» и премию Spellemannprisen (норвежская Грэмми) в категориях Best Female Artist и Best Video (за композицию «Don't Save Me»). После победы Ларсен на Spellemannprisen в январе 2007, продажи альбома превысили отметку в 40 000 копий, сделал его платиновым. В мае 2007 года было объявлено, что альбом стал уже дважды платинового статуса. В дополнение, Ларсен была наиболее популярным исполнителем на норвежском радио NRK P3 в 2006 году со своими тремя синглами («Don't Save Me», «Under the Surface» и «Only A Fool»), вышедшими в эфир в общей сложности более 880 раз суммарно.
Одновременно с выходом «Under the Surface», Ларсен в начале марта 2006 приняла участие в серии благотворительных концертов «Lyd i mørket». В конце апреля она начала тур по Норвегии, ознаменовав концертами первое время своей профессиональной карьеры. Затем, в течение всего лета она выступала на музыкальных фестивалях по всей стране и провела второй концертный тур по стране, начавшийся с октября 2006 года.
В конце 2006 года альбом «Under the Surface» также вышел в Индии и Таиланде, а в ноябре композиция «Don't Save Me» стала исполняться на MTV Азия. Ларсен также начала проводить международные выступления, появляясь на специальных мероприятиях в Германии и Испании в сентябре 2006 года, в Индии в октябре 2006 года, во Франции в январе 2007 и на мероприятии South by Southwest в США в марте 2007 года. Right Bank Music анонсировал 2 мая 2007 года, что Ларсен наняла их для менеджмента на предмет возможных изданий в США.

### 2008—2010: «The Chase» и «If A Song Could Get Me You»

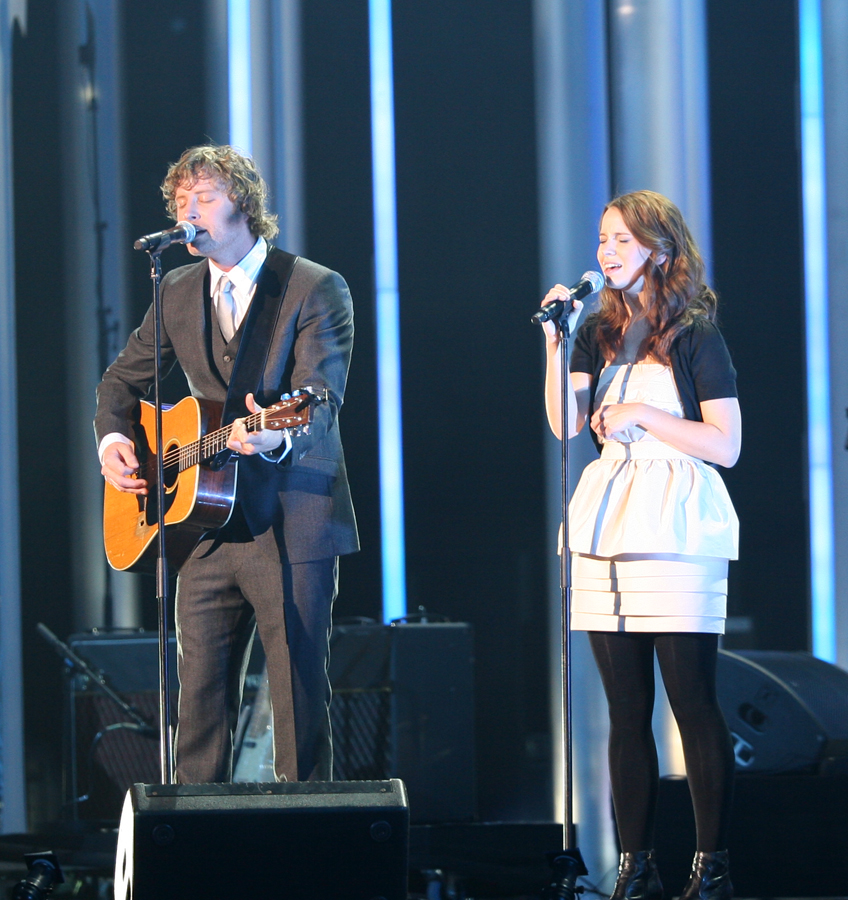
Ларсен и Диркс Бентли на концерте Nobels Prize в Осло в 2008 году.

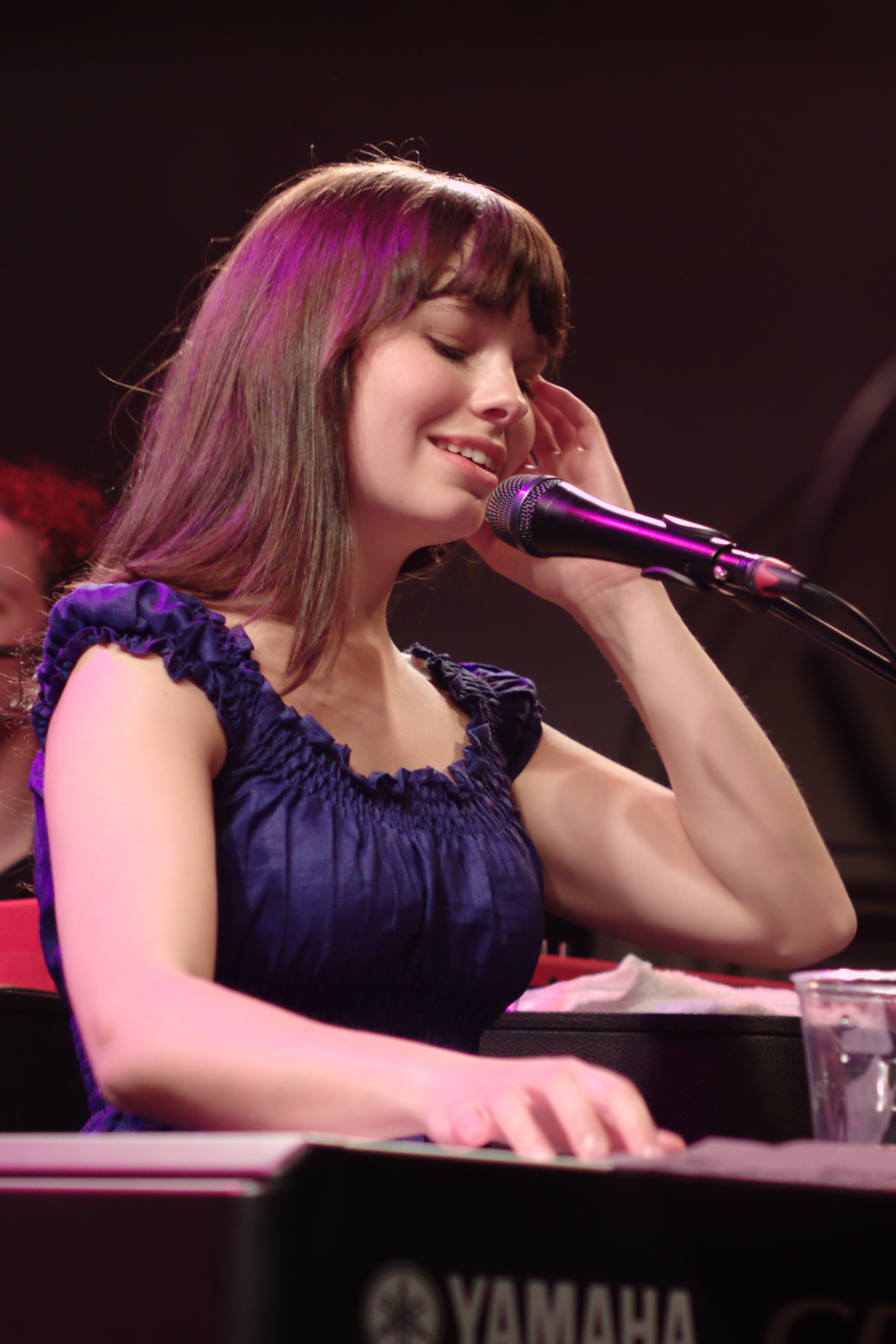
Ларсен в Амстердаме в апреле 2009 г.

Второй сольный альбом Ларсен, «The Chase», издан в Норвегии 13 октября 2008 года и в Швеции 19 ноября 2008 года. Подобно «Under the Surface», он также был хорошо принят критиками; в декабре обозревателями таблоида Dagbladet он был назван лучшим альбомом года.
Первый сингл с этого альбома, «If a Song Could Get Me You», в первую неделю после начала продаж в августе 2008 года занял 1-е место норвежских чартах синглов, а позднее был номинирован на премию Spellemannprisen как хит года. Вторым синглом стала композиция «I’ve Heard Your Love Songs» (вышла 27 октября 2008 года) и другая песня с альбома, «Steal My Heart», использованная в качестве саундтрека к норвежской картине «I et speil, i en gåte».
В начале 2009 Ларсен присоединилась к весеннему европейскому туру музыканта Джейсона Мраза в качестве исполнителя «на разогреве». Она была приглашена Мразом, когда они виделись на концерте Nobel Peace Prize в 2008 году.
Песня «If A Song Could Get Me You» стала первой у Ларсен, вышедшей за пределами Норвегии. Сингл был выпущен в Германии, Австрии, Швейцарии и Исландии. В Германии и Австрии он занял 1-е место среди синглов. В Швейцарии занял 2-е место, а в Швейцарии 19-е.
В ноябре 2009 года Ларсен начала своё первое германо-швейцарское турне.
24 ноября норвежская газета «Verdens Gang» напечатала перечень лучших норвежских песен последнего десятилетия за период 2000—2009 годов. Песне «Under the Surface» было присуждено звание лучшей композиции десятилетия и она поставлена на 1-е место в опубликованном перечне. Другая песня певицы, «If A Song Could Get Me You», заняла там 4-е место и её альбому «Under the Surface» было присвоено 2-е место в рейтинге лучших альбомов десятилетия.
Марит сделала запись под названием «Out of My Hands» дуэтом с бельгийским певцом и автором текстов Milow. Первоначально песня вошла в альбом «Coming of Age» певца Millow, диск с которым вышел в Бельгии в 2008 году. Версия дуэтом с исполнением Марит появилась 12 февраля 2010 года на странице Millow в MySpace и на странице Марит в YouTube.
В июле 2010 года Марит Ларсен выпустила ремейк сингла «Don’t Save Me».

### 2011–2013: Альбом «Spark»
В январе 2011 Ларсен записала для радио NRK песню «Vår Beste Dag» («Наш лучший день») на родном языке. Выйдя только в Норвегии, она с разгромным успехом стала там №1.
1 августа Марит Ларсен начала запись третьего сольного альбома на лейбле Propeller Recordings.
7 октября Марит Ларсен объявила о новом альбоме, названном «Spark» из 10 песен. Он вышел в Норвегии, Швеции, Финляндии и Дании 18 ноября. В Германии, Швейцарии и Австрии был издан 16 декабря. Первый сингл, «Coming Home», был представлен на NRK P1 и 15 октября на её персональной странице в Facebook. Видеоклип на песню появилась на веб-сайте издания VG 12 ноября. Сингл «Coming Home» также стал доступен в ресурсе iTunes Store. Композиция также была в ротации на филиппинских радиостанциях, попадая иногда в число «наиболее заказываемых композиций недели», достигая высших позиций на протяжении 4 недель подряд. Композиция «Coming Home» также была исполнена Ларсен в финале шоу Idol Norge, одним из судей которого там же была Мэрион Райвен.
На своей странице в Твиттере Марит подтвердила, что пишет песни для своего следующего альбома.

### 2014–настоящее время: альбом «When The Morning Comes»
14 июля 2014 года на радио NRK P3 Марит Ларсен представила новый сингл «I Don't Want To Talk About It» со своего нового альбома «When the Morning Comes». Сингл вышел 4 августа 2014 года. Альбом, сразу ставший №1 в Норвегии, был выпущен в скандинавских странах 20 октября 2014 года. В Германии, Швейцарии и Австрии — 27 марта 2015 года.
В период между 14 января и 14 февраля 2015 Марит Ларсен дала 19 концертов в Норвегии в рамках своего турне «When The Morning Comes Tour».
В январе 2016 Марил Ларсен объявила, что в апреле 2016 года выпустит новые материалы. также она сообщала, что новый альбом выпустит на своём собственном, независимом лейбле (Håndbryggrecords), и будет независимо выпускать музыку в будущем. 1 апреля 2016 вышел мини-альбом, названный «Joni Was Right». Он содержал пять треков и был доступен в iTunes и других интернет-магазинах музыки. К 9 сентября 2016 вышел мини-альбом «Joni Was Right pt. II», содержащий пять треков, он появился в iTunes и других онлайн-магазинах музыки. К 9 сентября 2016 Марит Ларсен также выпустила CD и виниловую запись под названием «Joni Was Right I & II», в которую вошло десять треков с двух объединённых мини-альбомов. На 16 сентября 2016 вышедший CD «Joni Was Right I & II» вошёл в чарты норвежских альбомов на 36-е место.

## Критика
Как образец для музыкального подражания, Ларсен упоминается такими признанными музыкантами, как Джони Митчелл, Руфус Уэйнрайт, Пол Маккартни и Билли Джоэл. Музыкальный стиль Ларсен обычно описывается как довольно глубокий:
Песни Ларсен живут, в основном, из-за их поп-броскости, но и сочетают в себе элементы фолка с классической аранжировкой автора-исполнителя.немецкое издание laut.de.
Марит Ларсен [...] с её почти кристальным голосом исполняет сложные песни: либо странные, либо мрачные песни о любви, всегда запоминающиеся, мелодичные, но со слишком высоким звуком и игриво разнообразные, вынужденно сокращённые до трёхминутного исполнения на радио.Magdi Abdoul-Kheir, журнал Südwest Presse

## Дискография

### Альбомы в составе дуэта M2M
- 1996: Marit & Marion synger kjente barnesanger
- 2000: Shades of Purple
- 2002: The Big Room
- 2003: The Day You Went Away: The Best of M2M

### Студийные альбомы
| Дата релиза | Название               | Лейбл                                         | Продажи | Позиции в чартах                             | Сертификация              |
| ----------- | ---------------------- | --------------------------------------------- | ------- | -------------------------------------------- | ------------------------- |
| 2006        | Under the Surface      |                                               |         | №3 в Норвегии                                | 2 x Платиновый (Норвегия) |
| 2008        | The Chase              |                                               |         | №1 в Германии                                | Платиновый (Норвегия)     |
| 2011        | Spark                  |                                               |         | №2 в Норвегии №57 в Германии №36 в Швейцарии | Золотой (Норвегия)        |
| 2014        | When the Morning Comes | Warner Music (Норвегия), Sony (другие страны) |         | №1 в Норвегии №71 в Германии №53 в Швейцарии |                           |
| 2016        | Joni Was Right I & II  |                                               |         | № 36 в Норвегии                              | —                         |

### Сборники
| Дата релиза | Название                   | Лейбл | Продажи | Позиции в чартах                                          | Сертификация                               |
| ----------- | -------------------------- | ----- | ------- | --------------------------------------------------------- | ------------------------------------------ |
| 2009        | If a Song Could Get Me You |       |         | №7 в Австрии №3 в Германии №2 в Швейцарии №10 в Евросоюзе | Платиновый (Германия), Золотой (Швейцария) |

### Синглы
| Год  | Композиция                            | Места в чартах | Места в чартах | Места в чартах | Места в чартах | Места в чартах | Места в чартах | Альбом                       |
| Год  | Композиция                            | NOR            | ICE            | AUT            | GER            | SWI            | EU             | Альбом                       |
| ---- | ------------------------------------- | -------------- | -------------- | -------------- | -------------- | -------------- | -------------- | ---------------------------- |
| 2006 | «Don't Save Me»                       | 1              | –              | –              | –              | –              | –              | Under the Surface            |
| 2006 | «Under the Surface»                   | 6              | –              | –              | –              | –              | –              | Under the Surface            |
| 2006 | «Only a Fool»                         | 14             | –              | –              | –              | –              | –              | Under the Surface            |
| 2007 | «Solid Ground»                        | –              | –              | –              | –              | –              | –              | Under the Surface            |
| 2008 | «If a Song Could Get Me You»          | 1              | –              | –              | –              | –              | –              | «The Chase»                  |
| 2008 | «I've Heard Your Love Songs»          | –              | –              | –              | –              | –              | –              | «The Chase»                  |
| 2009 | «Addicted»                            | –              | –              | –              | –              | –              | –              | «The Chase»                  |
| 2009 | «Fuel»                                | –              | –              | –              | –              | –              | –              | «The Chase»                  |
| 2009 | «If a Song Could Get Me You» (ремейк) | –              | 19             | 1              | 1              | 2              | 5              | «If a Song Could Get Me You» |
| 2010 | «Under the Surface» (ремейк)          | –              | –              | 64             | 38             | –              | –              | «If a Song Could Get Me You» |
| 2010 | «Don't Save Me» (ремейк)              | –              | –              | 73             | 48             | 63             | –              | «If a Song Could Get Me You» |
| 2010 | «Fuel» (ремейк)                       | –              | –              | –              | –              | –              | –              | «If a Song Could Get Me You» |
| 2011 | «Vår beste dag»                       | 1              | –              | –              | –              | –              | –              | –                            |
| 2011 | «Coming Home»                         | –              | –              | –              | –              | –              | –              | «Spark»                      |
| 2012 | «Don't Move»                          | –              | –              | –              | –              | –              | –              | «Spark»                      |
| 2014 | «I Don't Want to Talk About It»       | –              | –              | –              | –              | –              | –              | «When the Morning Comes»     |
| 2015 | «Faith & Science»                     | –              | –              | –              | –              | –              | –              | «When the Morning Comes»     |
| 2015 | «Please Don't Fall For Me»            | –              | –              | –              | –              | –              | –              | «When the Morning Comes»     |
| 2015 | «Traveling Alone»                     | –              | –              | –              | –              | –              | –              | «When the Morning Comes»     |

#### Выступления
| Год  | Композиция                                                          | Места в чартах | Места в чартах | Места в чартах | Места в чартах | Места в чартах | Альбом          |
| Год  | Композиция                                                          | PHI            | NOR            | AUT            | GER            | SWI            | Альбом          |
| ---- | ------------------------------------------------------------------- | -------------- | -------------- | -------------- | -------------- | -------------- | --------------- |
| 2010 | «Out Of My Hands» (с Milow)                                         | 7              | 25             | 44             | 19             | 21             | Milow           |
| 2010 | «Oh My Sweet Carolina» (с Milow)                                    | –              | –              | –              | –              | –              | Milow           |
| 2012 | «God natt» (с Vinni)                                                | –              | –              | –              | –              | –              | Oppvåkningen    |
| 2014 | «Take Everything Back» (с Sondre Lerche, Kato Ådland, Sylvie Lewis) | –              | –              | –              | –              | –              | The Sleepwalker |

#### Кавер-версии и неофициальные издания
| Синглы                            |
| --------------------------------- |
| Dear Someone                      |
| Devastating                       |
| Fix You                           |
| Heartbreakfree                    |
| I Think It's Gonna Rain Today     |
| I Want to Sing That Rock and Roll |
| My Boyfriend's Back               |
| My Oh My                          |
| Walls (October Month)             |

## Видеоклипы
- 2006: «Don't Save Me»
- 2006: «Under the Surface»
- 2009: «If A Song Could Get Me You»
- 2010: «Under the Surface» (переиздание) [версия 2]
- 2010: «Out Of My Hands» (с Milow)
- 2010: «Don't Save Me» (переиздание) [версия 2]
- 2010: «Fuel»
- 2011: «Coming Home»
- 2014: «I Don't Want To Talk About It»
- 2014: «I Don't Want To Talk About It» (переиздание) [Version 2]
- 2015: «Traveling Alone»
- 2015: «Shine On (Little Diamond)»
- 2016: «Running Out Of Road»
- 2016: «Morgan, I Might»

## Премии и номинации
| Год  | Премия                             | Категория                                                          | Результат |
| ---- | ---------------------------------- | ------------------------------------------------------------------ | --------- |
| 2006 | MTV Europe Music Awards            | Best Norwegian Artist                                              | Победа    |
| 2006 | Spellemannprisen                   | Best Video "Don't Save Me"                                         | Победа    |
| 2006 | Spellemannprisen                   | Best Female Artist                                                 | Победа    |
| 2006 | Spellemannprisen                   | Best Song — композиция «Under the Surface»                         | Победа    |
| 2007 | Norwegian Alarm-awards             | Best Pop Act                                                       | Победа    |
| 2008 | Spellemannprisen                   | Best Female Artist                                                 | Номинация |
| 2008 | Spellemannprisen                   | Hit Of The Year — композиция «If a Song Could Get Me You»          | Номинация |
| 2009 | Norsk Artistforbund Honorary Award | Best Artist Award                                                  | Победа    |
| 2009 | Radio Regenbogen Award             | Hörer-Preis                                                        | Победа    |
| 2009 | VG Newspaper Award                 | Best Norwegian Song of the Decade — композиция «Under the Surface» | Победа    |
| 2010 | Echo Music Award                   | Best International Rock/Pop Female Artist                          | Номинация |
| 2010 | Echo Music Award                   | Best International Newcomer                                        | Номинация |
| 2010 | Gammleng-prisen                    | Best Pop Music                                                     | Победа    |
| 2011 | Music Export Norway Award          | Best Artist                                                        | Победа    |
| 2011 | Spellemannprisen                   | Best Female Artist — альбом «Spark»                                | Номинация |
| 2011 | Spellemannprisen                   | Best Composer                                                      | Номинация |
| 2012 | Drums.de MUSIK FACH-Award          | Best Album 2012 — альбом «Spark»                                   | Победа    |
| 2014 | Spellemannprisen                   | Best Composer                                                      | Номинация |
| 2014 | Spellemannprisen                   | Best Lyricist                                                      | Номинация |